# Рыжиков, Валентин Васильевич
Рыжиков Валентин Васильевич (4 мая 1913, Нерчинск, Забайкальская область — 22 декабря 1994, Троицк, Московская область) — советский и российский ученый, Заслуженный деятель науки Чечено-Ингушской АССР.

## Биография
Родился 4 мая 1913 года в г. Нерчинск, Иркутской губернии в семье преподавателей гимназии.
С 1930 г. по 1932 г. работал учителем в сёлах Адом и Большой Тонтой.
В 1932 г. поступил учиться в Восточно-Сибирский государственный университет в г. Иркутске.
С 1938 по 1939 гг. — работал в Чите заведующим учебной частью горного техникума.
В августе 1939 г. В. В. Рыжиков переехал в г. Грозный где получил должность заместителя директора по учебной части Грозненского областного института усовершенствования учителей.
С 1945 по 1952 гг. работал преподавателем педагогического института г. Грозный.
С 1952 по 1956 гг. работал старшим преподавателем в Грозненском нефтяном институте (ГНИ). В этот период (с 1953 г. по 1960 г.) являлся заместителем декана факультета геологии и разведки.
В 1956 г. защитил кандидатскую диссертацию и получил учёную степень кандидата географических наук.
С 1970 по 1978 гг. руководил кафедрой геодезии Грозненского нефтяного института.
В 1973 г. получил почетное звание «Заслуженный деятель науки Чечено-Ингушской АССР».
В 1978 под руководством Рыжикова выпускается «Атлас Чечено-Ингушской АССР». «Атлас» долгое время являлся единственным учебным и справочным пособием как для учащихся ВУЗов, так и специалистов различных отраслей АССР.
Умер 22 декабря 1994 г. в г. Троицке Московской области.